# Marcelo H. del Pilar
Marcelo Hilario del Pilar i Gatmaitan (30 d'agost de 1850 - 4 de juliol de 1896), va ser un escriptor filipí, reformista, periodista i líder revolucionari de la Revolució Filipina i un dels principals propagandistes o Ilustrado de la Propaganda del Moviment de les Filipines a finals del segle xix.
El 1882, es va convertir en editor del diari Diariong Tagalog, que va criticar fortament la forma en què els espanyols corrien el govern i es tracta del poble filipí. Utilitzant el seu nom de ploma, Plaridel, va escriure sàtires contra els frares espanyols, en particular, Dasalan at Tocsohan i Caiingat Cayo. Les còpies van ser introduïts de contraban a les Filipines en tagal i van ser llegits pels revolucionaris. A Espanya, va prendre el lloc de Graciàno López Jaena com l'editor de “La Solidaridad”, la, el portaveu dels propagandistes de treball per a les reformes dels filipins.
Perspectiva militant i progressista Del Pilar derivats de la tradició de la Illustració clàssica dels filòsofs francesos i l'empirisme científic de la burgesia europea. Part d'aquest panorama va ser transmès per la francmaçoneria, a la qual del Pilar subscrit. Del Pilar influït en la formació de la Katipunan i els historiadors creuen que hi havia una intervenció directa en la seva organització. Va morir el 1896, lluny de la seva família.